# Бизяк, Ловро
Ло́вро Би́зяк (словен. Lovro Bizjak; 12 ноября 1993, Шмартно-об-Паки, Словения) — словенский футболист, нападающий. Играл за сборную Словении.

## Карьера
Ловро Бизяк — воспитанник футбольного клуба «Шмартно 1928», в сезоне-2011/12 дебютировал в его взрослой команде во второй лиге Словении. Также игрок выступал в начале карьеры за команды низших дивизионов — словенские «Ковинар» и «Алюминий» и австрийский «Вилдон». В составе «Алюминия» в сезоне-2016/17 дебютировал в первой лиге Словении. С 2017 года выступал за «Домжале», в его составе провёл 36 матчей и забил 13 мячей в чемпионате Словении.
В августе 2018 года перешёл в «Уфу», был замечен руководством команды во время матчей Лиги Европы против «Домжале». Дебютировал в матче 4 тура РПЛ против московского «Динамо» (0:3). 11 ноября забил дебютный гол за «Уфу» в ворота «Спартака» (2:0). 15 января 2021 года по обоюдному согласию сторон контракт футболиста и клуба был разорван. В конце января подписал контракт с тираспольским «Шерифом». 24 февраля забил первый мяч за «Шериф» в матче 22 тура против «Зимбру».

## Карьера за сборную
14 октября 2020 года дебютировал за сборную Словении, выйдя на замену на 77-й минуте в игре Лиги наций с Молдавией.

### Матчи и голы за сборную
| Матчи и голы Ловро Бизяка за сборную Словении | Матчи и голы Ловро Бизяка за сборную Словении | Матчи и голы Ловро Бизяка за сборную Словении | Матчи и голы Ловро Бизяка за сборную Словении | Матчи и голы Ловро Бизяка за сборную Словении | Матчи и голы Ловро Бизяка за сборную Словении | Матчи и голы Ловро Бизяка за сборную Словении |
| №                                             | Дата                                          | Место проведения                              | Соперник                                      | Счёт                                          | Голы                                          | Соревнование                                  |
| --------------------------------------------- | --------------------------------------------- | --------------------------------------------- | --------------------------------------------- | --------------------------------------------- | --------------------------------------------- | --------------------------------------------- |
| 1                                             | 14 октября 2020                               | Кишинёв, Молдавия                             | Молдова                                       | 0:4                                           | —                                             | Лига Наций 2020/21                            |

Итого: 1 матч / 0 голов; 1 победа, 0 ничьих, 0 поражений.